# Alexandrowka (Omsk)
Alexandrowka (russisch Александровка, deutsch umgangssprachlich Koschkel) ist ein Dorf im Deutschen Nationalrajon Asowo, Russland, und ist das älteste deutsche Dorf in Sibirien.

## Lage
Der Ort liegt 85 km südwestlich von Omsk am kleinen abflusslosen Steppensee Koschkul.

## Geschichte
Der Ort wurde 1893 von lutherischen Kolonisten aus den Gouvernements Saratow und Samara auf der Parzelle Koschkul gegründet. Die erste Siedlergruppe von 37 Familien traf im Sommer 1893 ein, eine weitere am 7. März 1894. Vor 1917 gehörte der Ort als Sitz der Wolost Alexandrowka zum Ujesd Omsk des Gebiets Akmolinsk. Später gehörte er zu den Gebietskörperschaften Rajon Sosnowka (1924), Nowoomskoje (seit 1929), Asowo (seit 1935), Tawritscheskoje (seit 1963) und seit 1992 zum Deutschen Nationalrajon Asowo. Während des Zweiten Weltkriegs wurden hier auch aus dem Wolga-Gebiet deportierten Deutschstämmigen aufgenommen.
Im Jahr 1951 wurde Alexandrowka nach der Vereinigung einer Reihe von Produktionsgenossenschaften zum Sitz der Großkolchose „Thälmann“. 1993 wurde das 100. Jubiläum des Dorfes begangen.

## Sehenswürdigkeiten

### Gedenktafel
Eine zweisprachigen Gedenktafel von 1993 „Für erste Siedler unseres Dorfes“ befindet sich in der Sowjetskaja 43 am Gebäude der Dorfverwaltung.

### Heimatmuseum
Das 1993 eröffnete Heimatmuseum Alexandrowka stellt Ausstellungsstücke zur Geschichte der aus, die an die Russlanddeutschen und ihr Leben in Sibirien erinnern. Das Ortsmuseum in der Sowjetskaja 49 geht auf eine Initiative von A.K. Wormsbecher (1914–2007) zurück. Den Grundstock des Museums bildeten Exponate, die von Heimatfreunden gesammelt wurden. Das Museum bietet Führungen in deutscher Sprache an.

## Verweise
- Register der deutschen Siedlungen in Russland
- Historisch-heimatkundliches Rayonsmuseum Asowo